# Carri armati britannici della prima guerra mondiale
I carri armati pesanti britannici erano una serie di mezzi corazzati sviluppati dal Regno Unito durante la prima guerra mondiale.
Il Mark I è stato il primo carro armato al mondo, un veicolo cingolato, armato e corazzato, ad entrare in combattimento. Il nome "tank" era inizialmente un nome in codice per mantenere la segretezza e mascherare il suo vero scopo facendolo sembrare un veicolo per il trasporto d'acqua per le truppe in prima linea. Fu sviluppato nel 1915 per rompere lo stallo della guerra di trincea. La sua corazza è immune alle mitragliatrici e al fuoco delle armi leggere. Nella "Terra di nessuno" può viaggiare su terreni difficili, schiacciare il filo spinato e attraversare le trincee per attaccare posizioni nemiche fortificate con potenti armamenti. I carri armati trasportavano anche rifornimenti e truppe.
I carri armati pesanti britannici si distinguono per un'insolita forma romboidale con un'alta parete di arrampicata del cingolo, progettata per attraversare le ampie e profonde trincee prevalenti sui campi di battaglia del fronte occidentale. A causa dell'altezza necessaria per questa forma, una torretta armata avrebbe reso il veicolo troppo alto e instabile. Invece, l'armamento principale era disposto in sponson sul lato del veicolo. Il prototipo, denominato Mother , montava un cannone 6 libbre da 57 mm e una mitragliatrice Hotchkiss su ogni lato. Successivamente, i sottotipi furono prodotti solo con mitragliatrici, che furono designati Female, mentre la versione originale con il 6 libbre sporgente fu chiamata Male.
Il Mark I entrò in servizio nell'agosto 1916 e fu usato per la prima volta in azione la mattina del 15 settembre 1916 durante la battaglia di Flers-Courcelette, parte della battaglia della Somme. Con l'eccezione dei pochi carri armati intermedi Mark II e Mark III, fu seguito dal Mark IV in gran parte simile, che vide per la prima volta il combattimento nel giugno 1917. Il Mark IV fu utilizzato in massa, circa 460 carri armati, nella battaglia di Cambrai nel novembre 1917. Il Mark V, con una trasmissione molto migliorata, entrò in servizio a metà del 1918. Furono prodotti più di duemila carri armati pesanti britannici. La produzione è stata interrotta alla fine della guerra.

## Sviluppo
Il Mark I era uno sviluppo del Little Willie, il carro armato sperimentale costruito per il Landship Committee dal tenente Walter Gordon Wilson del Royal Naval Air Service e William Tritton della William Foster Co., tra luglio e settembre 1915. È stato progettato da Wilson in risposta ai problemi con i cingoli e la capacità di attraversare le trincee scoperti durante lo sviluppo di Little Willie. Una torretta sopra lo scafo avrebbe reso il baricentro troppo alto quando si sale su un parapetto di trincea tedesca (che era tipicamente alto poco più di 1 m),  quindi i cingoli erano disposti in una forma romboidale attorno allo scafo e le armi venivano messe in sponsor sui lati del carro. Il design rielaborato è stato anche in grado di soddisfare il requisito dell'esercito per poter attraversare una trincea ampia 2,4 m.
Un mockup dell'idea di Wilson è stato mostrato al Comitato Landship quando hanno visto la dimostrazione del Little Willie. Più o meno in questo periodo, lo Stato Maggiore dell'Esercito fu convinto a farsi coinvolgere e fornì rappresentanti al Comitato. Grazie a questi contatti, i requisiti dell'esercito per armature e armamenti si fecero strada nel progetto. Il prototipo Mark I, pronto nel dicembre 1915, si chiamava " Mother " (i nomi precedenti erano "The Wilson Machine", "Big Willie" e "His Majesty's Land Ship Centipede"). All'inizio del 1916 ci fu una dimostrazione del mother con successo al Landship Committee; si è svolto lungo un percorso che simulava il fronte comprendente trincee, parapetti, crateri e ostacoli di filo spinato. La manifestazione è stata ripetuta il 2 febbraio davanti al Consiglio dei ministri e agli alti membri dell'esercito. Kitchener, il Segretario di Stato per la Guerra, era scettico, ma gli altri sono rimasti colpiti. Lloyd George, all'epoca ministro delle munizioni, fece in modo che il suo ministero fosse responsabile della produzione di carri armati.
Il Landship Committee fu ricostituito come "Tank Supply Committee" sotto la presidenza di Albert Stern; Un membro era anche Ernest Swinton, che aveva promosso l'idea del carro armato dal punto di vista dell'esercito. Il generale Haig ha inviato l'ufficiale di stato maggiore Hugh Elles a fungere da collegamento con il Supply Committee. Swinton sarebbe diventato il capo del nuovo esercito ed Elles il comandante dei carri armati in Francia.
Il primo ordine di carri armati fu effettuato il 12 febbraio 1916 e un secondo il 21 aprile. Fosters ne costruì 37 (tutti male), e la Metropolitan Carriage Wagon and Finance Company, di Birmingham, 113 (38 male e 75 female), per un totale di 150.
Quando è emersa la notizia del primo utilizzo dei carri armati, Lloyd George ha commentato:
(David Lloyd George)

## Descrizione
Il Mark I era un veicolo a forma romboidale con un baricentro basso e dei cingoli lunghi, in grado di affrontare terreni sconnessi e attraversare trincee. L'armamento principale era trasportato in sponson sui lati dello scafo.
Lo scafo era indiviso internamente; l'equipaggio condivideva lo stesso spazio del vano motore. L'ambiente all'interno era estremamente sgradevole; poiché la ventilazione era inadeguata, l'atmosfera era contaminata da monossido di carbonio velenoso, vapori di carburante e olio dal motore e fumi di cordite dalle armi. Le temperature all'interno potrebbero raggiungere i 50 °C. Intere squadre hanno perso conoscenza all'interno del carro o, a volte, sono collassate una volta nuovamente esposte all'aria fresca.
Per contrastare il pericolo di proiettili o frammenti caduti dall'interno dello scafo, agli equipaggi sono state fornite maschere di cuoio e cotta di maglia. È stato inoltre rilasciato un elmetto di cuoio, per proteggere la testa dalle sporgenze all'interno del carro. anche le maschere antigas erano un problema standard, come lo erano per tutti i soldati a questo punto della guerra (vedi Guerra chimica). La corazzatura laterale di 8 mm inizialmente li rendeva ampiamente immuni al fuoco delle armi leggere, ma potevano essere penetrati dai proiettili K perforanti recentemente sviluppati. C'era anche il pericolo di essere invasi dalla fanteria e attaccati con granate. La generazione successiva aveva un'armatura più spessa, che li rendeva quasi immuni ai proiettili K. In risposta, i tedeschi svilupparono il fucile anticarro Mauser da 13,2 mm e anche un Geballte Ladung ("Carica accumulata"), diverse granate a stecca raggruppate insieme per un'esplosione molto più grande.
Un colpo di artiglieria o un colpo di mortaio potrebbe far scoppiare i serbatoi del carburante (che erano posti in alto nella parte anteriore dei cingoli su entrambi i lati dell'area dei piloti, per consentire l'alimentazione del motore per gravità); un colpo diretto di qualsiasi tipo di proiettile di artiglieria era più che sufficiente per penetrare la corazza e distruggere il veicolo. Gli equipaggi inceneriti sono stati rimossi da speciali compagnie di salvataggio, che hanno anche recuperato i carri armati danneggiati.
La sterzatura era difficile, eseguita variando la velocità dei due cingoli. Quattro dell'equipaggio, due piloti (uno dei quali fungeva anche da comandante; azionava i freni, l'altro il cambio primario) e due gearsmen (uno per le marce secondarie di ogni pista) erano necessari per controllare direzione e velocità, quest'ultima non era mai superiore al passo d'uomo. Poiché il rumore all'interno era assordante, il guidatore, dopo aver impostato la scatola del cambio primaria, comunicava con i gearsmen con dei segnali, ottenendo prima la loro attenzione colpendo il blocco motore con una chiave inglese pesante. Per le svolte leggere, il guidatore poteva utilizzare la coda dello sterzo: un enorme aggeggio trascinato dietro il carro costituito da due grandi ruote, ciascuna delle quali poteva essere bloccata tirando un cavo d'acciaio facendo scorrere tutto il veicolo nella stessa direzione. Se il motore si fosse spento, i gearsman avrebbero usato la manovella di avviamento - una grande manovella tra il motore e il cambio. Molti di questi veicoli si ruppero nel pieno della battaglia, rendendoli un facile bersaglio per i cannonieri tedeschi. La comunicazione con le postazioni di comando avveniva per mezzo di due colombi, che avevano il loro piccolo portello di uscita negli sponson. A causa del rumore e delle vibrazioni, i primi esperimenti avevano dimostrato che le radio erano poco pratiche, quindi lampade, bandiere, semafori, dischi colorati e piccioni viaggiatori facevano parte dell'equipaggiamento standard dei vari Mark.
Durante la prima guerra mondiale, la propaganda britannica fece un uso frequente dei carri armati, raffigurandoli come un'arma miracolosa che avrebbe rapidamente vinto la guerra. Sono stati descritti in film e canzoni popolari.

## Marcature

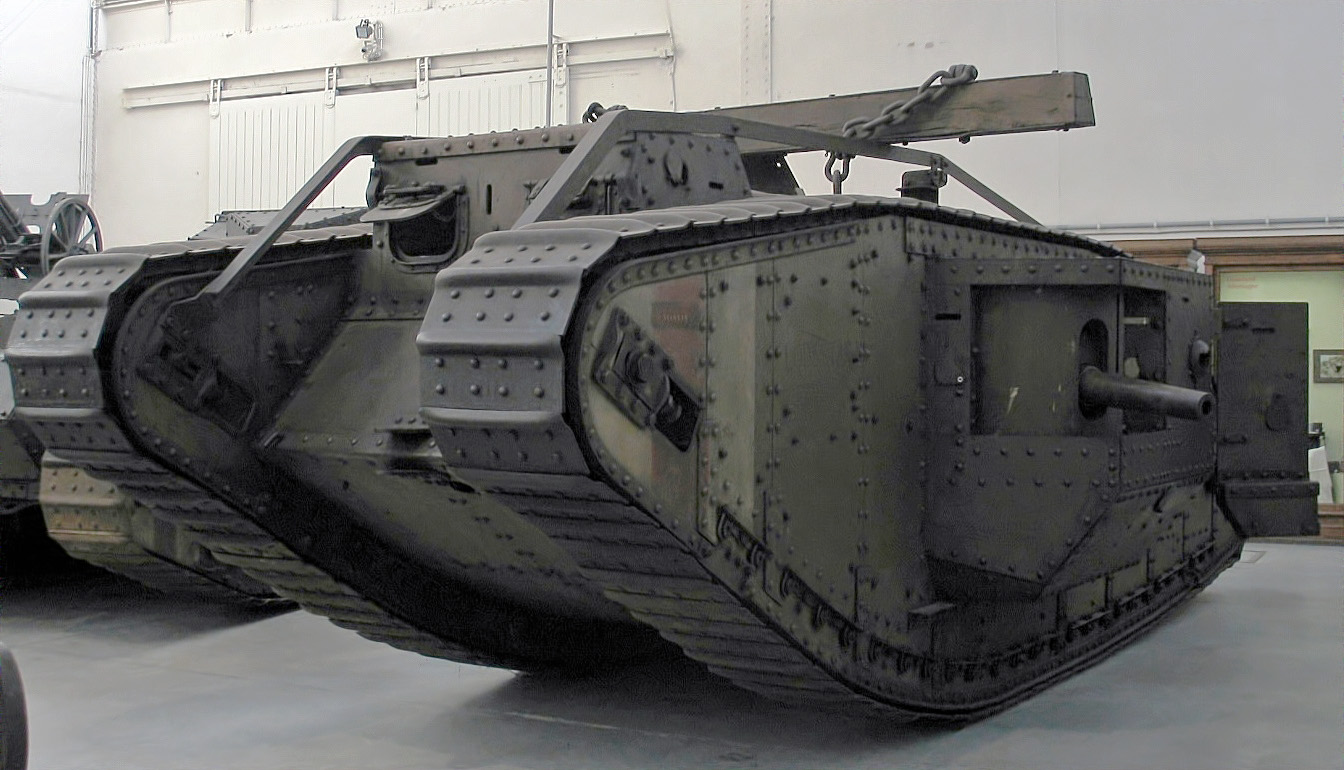
Il carro armato Mark IV Lodestar III al Museo Reale dell'Esercito del Belgio, Bruxelles (2005). Questo carro conserva la sua vernice originale

Quando furono schierati per la prima volta, i carri armati britannici furono dipinti con uno schema mimetico a quattro colori ideato dall'artista Solomon Joseph Solomon . Si è scoperto che i carri si ricoprivano rapidamente di fango, rendendo superflui schemi di pittura elaborati e mimetici. Alla fine del 1916, lo schema di Solomon fu abbandonato e i carri armati furono dipinti con un'unica tonalità di marrone scuro.
Nella parte posteriore del carro, un numero di serie a tre, quattro o cinque cifre era dipinto in bianco o giallo in fabbrica. Nella parte anteriore c'era un grande segno tattico, una lettera di prefisso che indicava la compagnia o il battaglione e un numero (i carri armati non avevano lettere, ma tre numeri). Alcuni carri armati avevano il loro numero tattico dipinto sul tetto per il riconoscimento dall'alto. Successivamente, strisce verticali rosse e bianche furono dipinte sul davanti per facilitare il riconoscimento dopo che i tedeschi iniziarono a schierare i carri armati britannici catturati.
Ai carri armati venivano spesso dati nomi individuali e talvolta venivano dipinti all'esterno. Una piccola manciata era nota per trasportare opere d'arte (simile all'arte del naso di un aereo).

## Varianti
I primi carri armati erano conosciuti come Mark I dopo che furono introdotti i progetti successivi. I Mark I che erano armati con due cannoni da 6 libbre e tre mitragliatrici Hotchkiss .303 erano chiamati carri armati maschi (male); quelli con quattro mitragliatrici Vickers e un Hotchkiss erano chiamati femmine (female). Ernest Swinton ha inventato i termini.
Per facilitare la sterzata, sono state aggiunte una coppia di grandi ruote dietro il carro. Queste non erano efficaci come sperato e sono state successivamente abbandonate.
I successivi Mark II, III, IV e V, e successivi carri armati, hanno tutti una forte somiglianza con il Mother.

### Mark I
- Equipaggio: 8
- Peso: 28,4 tonnellate
- Armatura: 6-12 mm

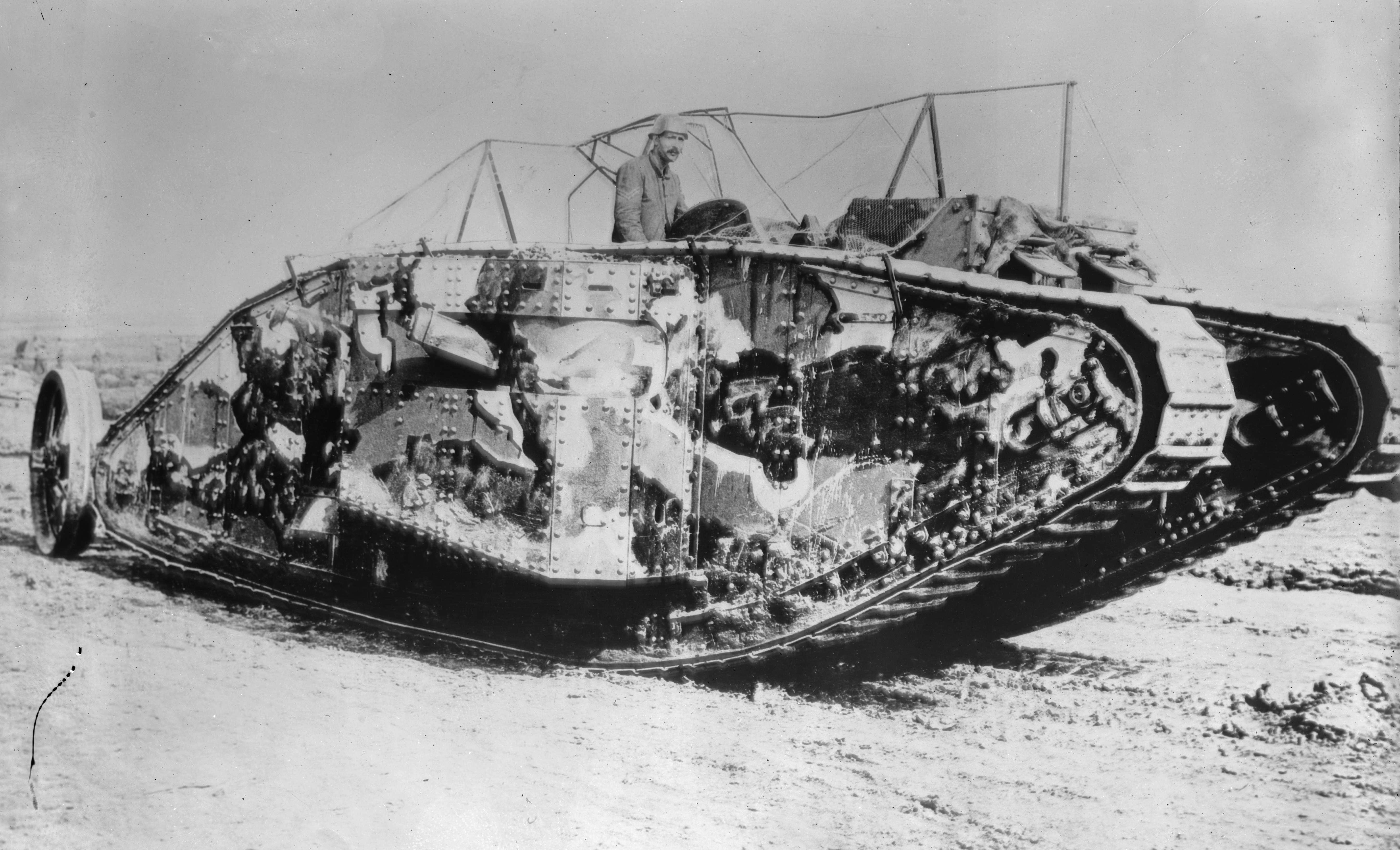
Carro armato britannico Mark I con schema mimetico Solomon

- Armamento: due QF da 6 libbre, tre mitragliatrici Hotchkiss

Il Gun Carrier Mark I era un design separato, destinato a trasportare un cannone da campo o un obice che poteva essere sparato dal veicolo. In servizio, veniva utilizzato principalmente per il trasporto di provviste e munizioni. Quarantotto di loro sono stati costruiti.
La produzione iniziale del Mark I doveva essere di Fosters e Metropolitan: 25 da Fosters e 75 da Metropolitan, che avevano una maggiore capacità a Wednesbury presso il sito di Old Park della Patent Shaft Company, una filiale della Metropolitan. Metropolitan ricevette anche un ordine per altri 50 in modo che l'esercito sarebbe stato in grado di sollevare sei compagnie di carri armati di 25 carri armati ciascuna e avviare un'ulteriore produzione sotto la loro Oldbury Wagon and Carriage Company. Poiché non c'erano abbastanza cannoni da 6 libbre disponibili per tutti i 150 carri armati, si decise di equipaggiarne la metà con solo mitragliatrici. È stato prodotto un nuovo progetto di sponson con due mitragliatrici Vickers in scudi rotanti.
Più tardi durante la guerra, quando i carri armati più recenti entrarono in uso, alcuni Mark I furono convertiti per essere utilizzati per il trasporto di rifornimenti. Alcuni Mark I female sono stati utilizzati come stazioni wireless mobili mediante l'installazione di un trasmettitore wireless. La radio poteva essere azionata solo una volta che il carro armato si fosse fermato ed avesse eretto un albero molto alto che trasportava la schiera aerea.

### Mark II

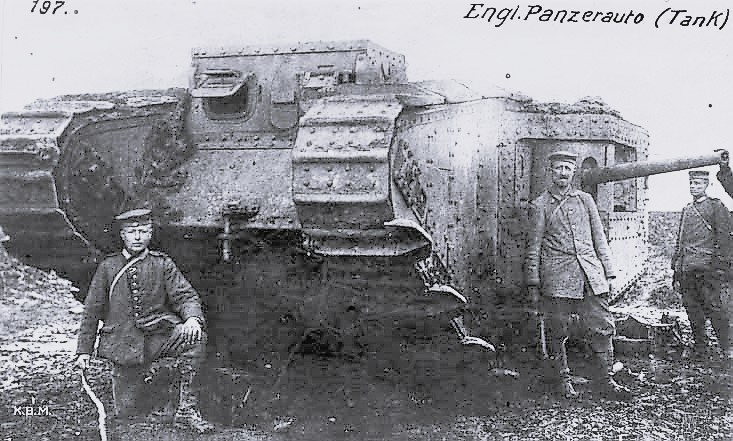
Mark II; carro n. 799 catturato vicino ad Arras l'11 aprile 1917

Il Mark II incorporava piccoli miglioramenti rispetto al Mark I. Con l'esercito che dichiarava il Mark I ancora insufficientemente sviluppato per l'uso, il Mark II (per il quale furono ordinati per la prima volta a luglio) sarebbe stato continuato a essere costruito, ma sarebbe stato utilizzato solo per l'addestramento . A causa di questo ruolo previsto, si supponeva che fossero rivestiti di acciaio non temprato, anche se alcuni dubbi furono espressi su questa affermazione all'inizio del 1917. Inizialmente, 20 furono spediti in Francia e 25 rimasero al campo di addestramento a Wool, Dorset in Gran Bretagna; i restanti cinque sono stati conservati per essere utilizzati come veicoli di prova. Poiché i carri armati Mark IV promessi non erano arrivati all'inizio del 1917, fu deciso, nonostante le proteste di Stern (vedi sotto), di spedire i 25 veicoli da addestramento in Gran Bretagna in Francia, dove si unirono agli altri 20 Mark II e 15 Mark I alla battaglia di Arras nell'aprile 1917. I tedeschi furono in grado di perforare l'armatura di entrambi i carri armati Mark I e Mark II ad Arras con le loro munizioni per mitragliatrice perforanti.
Il Mark II fu costruito dal dicembre 1916 al gennaio 1917 da Foster & Co e Metropolitan (rispettivamente 25 maschi e 25 femmine).
Cinque Mark II sono stati presi per esperimenti su propulsori e trasmissione migliorati. Sono stati forniti alle aziende per mostrare quali miglioramenti potevano apportare al sistema Mark I in una competizione aperta. Nelle manifestazioni tenutesi nel marzo 1917, solo tre di loro poterono gareggiare al fianco del Mother, che era stato dotato di un impianto elettrico-benzina Daimler. Il sistema di ingranaggi epicicloidale di Wilson, che ha sostituito l'ingranaggio secondario e i gearsmen, era chiaramente superiore ed è stato adottato nei progetti successivi.

### Mark III

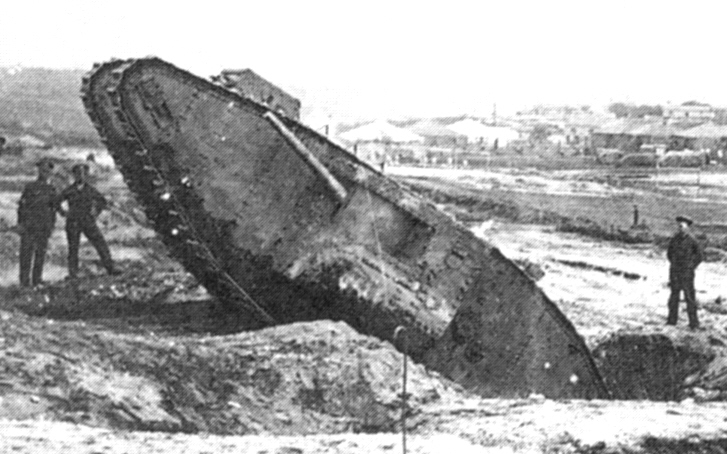
Carro armato Mark III in un fosso, nel 1917

Il Mark III era un carro armato di addestramento e utilizzava mitragliatrici Lewis e uno sponson più piccolo per i female. Ne furono costruiti cinquanta. Inizialmente era previsto che il Mark III avesse tutte le nuove caratteristiche di design proposte del Mark IV. Questo è il motivo per cui c'erano due distinti tipi di addestramento, il Mark II era poco più di un Mark I leggermente migliorato. Tuttavia, lo sviluppo delle nuove funzionalità era così lento che il passaggio dal Mark II era molto graduale. Gli ultimi due Mark III furono fusi durante la seconda guerra mondiale. Non hanno visto azioni all'estero.

### Mark IV

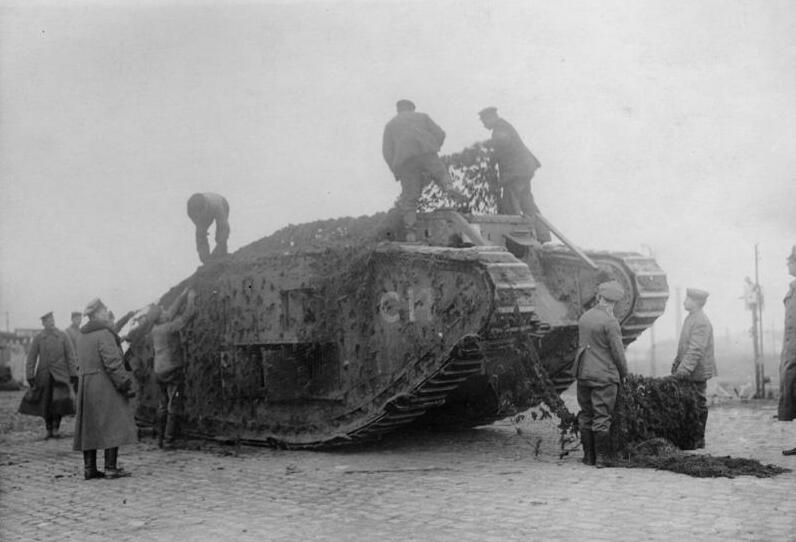
Un carro armato Mark IV female C14. Fotografato con le forze tedesche dopo la battaglia di Cambrai. Dicembre 1917

Il Mark IV era una versione più pesantemente corazzata del Mark I, ed entrò in produzione nel maggio 1917. Inizialmente erano stati previsti miglioramenti meccanici fondamentali, ma è stato necessario rimandarli. Il cambiamento principale fu l'introduzione di cannoni da 6 libbre a canna corta. Aveva tutto il carburante immagazzinato in un unico serbatoio esterno (situato tra le "corna" posteriori dei cingoli) nel tentativo di migliorare la sicurezza dell'equipaggio. Gli sponson potevano essere ruotati su delle cerniere per ridurre la larghezza del carro per il trasporto ferroviario (i modelli precedenti richiedevano uno smontaggio parziale per adattarsi alla sagoma di carico). I binari sul tetto portavano una trave anti-incagliamento. Ne furono costruiti 1.220 in totale: 420 maschi, 595 femmine e 205 tank tender, che erano carri di rifornimento.
I Mark IV furono usati con successo alla battaglia di Messines Ridge nel giugno 1917, dove superarono la fanteria sull'asciutto, ma nella terza battaglia di Ypres a luglio e agosto trovarono il terreno paludoso e difficile. Circa 432 carri armati Mark IV furono usati durante la battaglia di Cambrai nel novembre 1917.

### Serie del Mark V

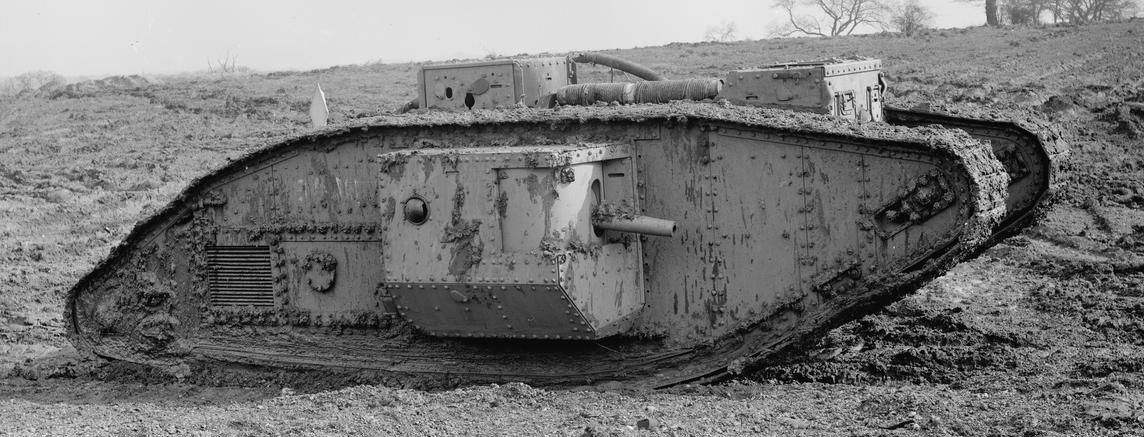
Carro armato "maschio" Mark V, che mostra una pistola Hotchkiss da 6 libbre (57 mm) nello sponsor destro

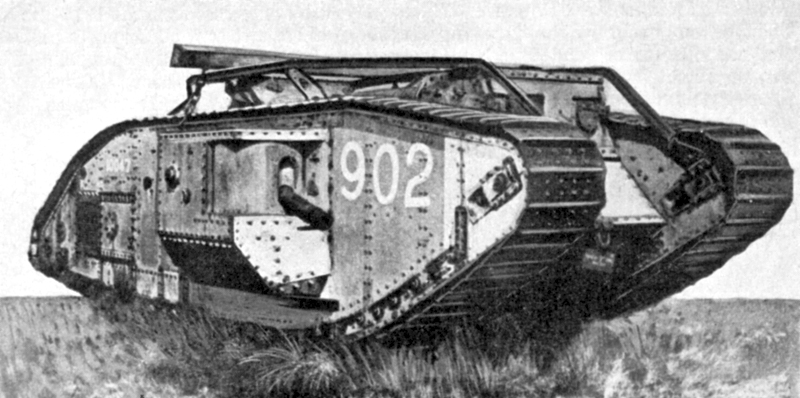
Un carro armato Mark V *: sul tetto, il carro trasporta una trave di scavo su binari, che potrebbe essere attaccata ai binari e utilizzata per districarsi da difficili trincee fangose e crateri di conchiglie

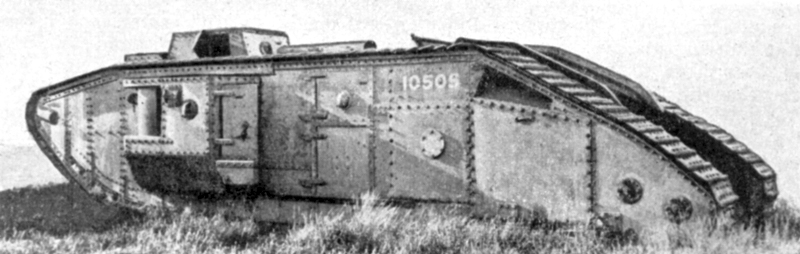
Un carro armato Mark V **

Il Mark V inizialmente doveva essere un carro dal design completamente nuovo, di cui era stato completato un modello in legno. Tuttavia, quando il nuovo motore e la trasmissione originariamente destinati al Mark IV divennero disponibili nel dicembre 1917, il primo design del Mark V più avanzato fu abbandonato per paura di interrompere la produzione. La designazione "Mark V" è stata modificata in una versione migliorata del Mark IV, non equipaggiata con i nuovi sistemi. Il design originale del Mark IV doveva essere un grande miglioramento rispetto al Mark III, ma era stato ridimensionato per essere un lieve miglioramento a causa di ritardi tecnici. Il Mark V è quindi risultato molto simile al design originale del Mark IV, ovvero un Mark III notevolmente modificato.
Ne furono costruiti quattrocento: duecento ciascuno tra male e female. Molti sono stati convertiti in Hermaphrodites (noti anche come "Compositi") adattando uno sponson male e uno female in modo che ogni carro avesse un 6 libbre. Questa misura è stata adottata per garantire che i carri armati female non sarebbero stati superati di fronte ai carri armati britannici male catturati o dagli A7V tedeschi.
Il Mark V fu utilizzato per la prima volta nella battaglia di Hamel il 4 luglio 1918, quando 60 carri armati contribuirono a un assalto riuscito alle linee tedesche da parte di unità australiane. Ha preso parte a otto ulteriori importanti impegni durante la guerra. Un numero ha visto il servizio nell'intervento alleato nella guerra civile russa dalla parte della Armata Bianca. La maggior parte fu catturata e usata dall'Armata Rossa nella guerra civile russa. Quattro furono trattenuti dalle forze estoni e due dalla Lettonia.

#### Mark V *
Il Mark V * era una versione con uno scafo allungato di 1,8 m. Aveva una cupola più grande sul tetto e porte sul lato dello scafo (le versioni precedenti avevano piccoli portelli sotto gli sponsor dei female o piccole porte nella parte posteriore dello sponsor per i male, insieme a un piccolo portello nella parte posteriore). La sezione extra è stata progettata anche per ospitare una squadra di fanteria. Il peso era di 33 tonnellate. Degli ordini per 500 maschi e 200 femmine, 579 erano stati costruiti dall'armistizio, l'ordine fu completato da Metropolitan Carriage nel marzo 1919.

#### Mark V **
Poiché il Mark V * era stato allungato, il suo rapporto lunghezza-larghezza originale era stato rovinato. Le forze laterali in una sterzata diventavano ora inaccettabilmente alte, causando cingoli rotti e un enorme cerchio di svolta. Pertanto, il maggiore Wilson ha ridisegnato i cingoli nel maggio 1918, con una curva più forte per la corsa inferiore riducendo il contatto con il suolo e i cingoli si sono allargati a 67,3 cm . Il motore Mark V si annoiava per dare 228 CV (178kW) ed è stato posizionato più indietro nello scafo. La cabina per il conducente è stata combinata con la cabina del comandante; ora c'era una postazione di mitragliatrice separata nella parte posteriore. Di un ordine rivisto per 700 carri armati (150 femmine e 550 maschi), solo 25 furono costruiti e solo uno di quelli entro la fine del 1918.

### Mark VI

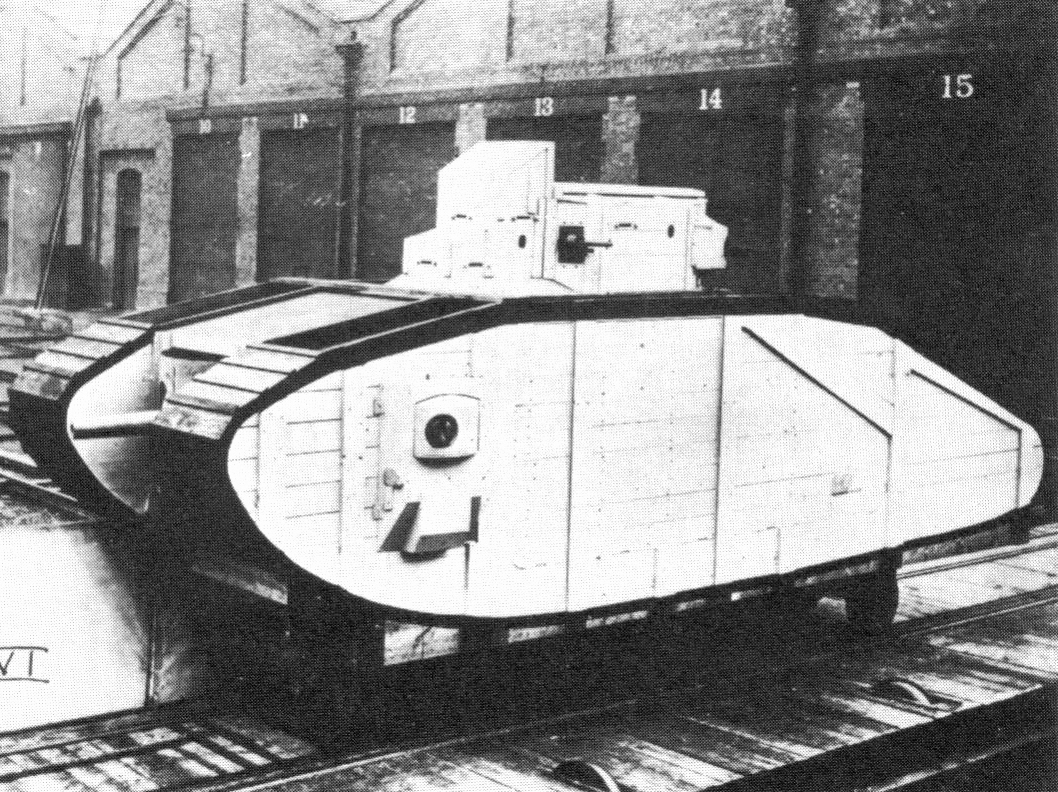
Modellino in legno della proposta del Mark VI, 1917

Il Mark VI era uno di una coppia di progetti correlati per sviluppare il carro avviato alla fine del 1916. Il Mark V sarebbe l'applicazione di tutte le funzionalità avanzate che potrebbero essere gestite sul design dello scafo del Mark, ma il Mark VI rappresenterebbe una rottura completa con lo scafo del Mark I. Il Mark V non sarebbe stato costruito come tale, a causa dei ritardi con il Mark IV e sarebbe stato costruito un Mark V diverso. Il design del progetto Mark VI aveva uno scafo completamente nuovo, più alto e con tracciati arrotondati. L'unico cannone principale era nella parte anteriore dello scafo. Non ha superato lo stadio di un modello in legno; il progetto fu annullato nel dicembre 1917 in modo che un carro armato sviluppato insieme agli Stati Uniti (il Mark VIII) potesse andare avanti.

### Mark VII

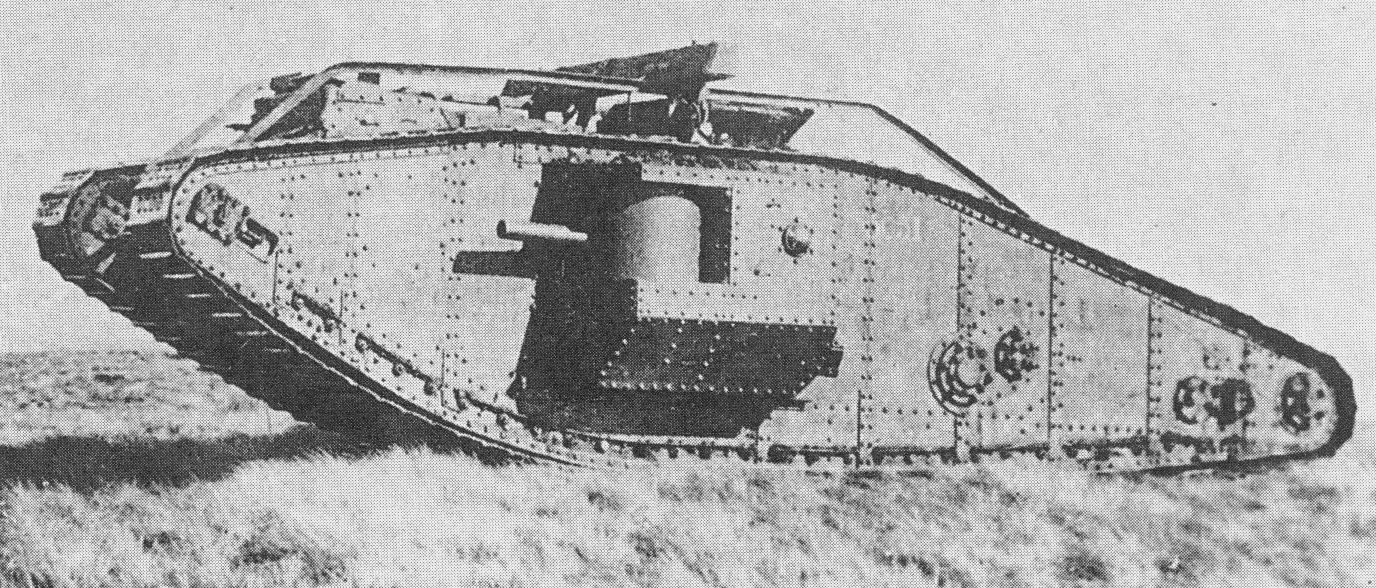
Carro armato Mark VII

Mark Knothe, il Technical Liaison Officer tra Stern, Elles e Anley, ha contribuito allo sviluppo del carro, progettando un Mark I più lungo con trasmissione idraulica Williams-Janney; uno dei Mark II usati come veicoli di prova aveva utilizzato una trasmissione idraulica. Nell'ottobre 1917 Brown Brothers di Edimburgo ottenne un contratto per sviluppare ulteriormente questa linea di ricerca. Nel luglio 1918 il prototipo era pronto. Il suo sistema di azionamento era molto complesso. Il motore Ricardo da 152 CV (112kW) attivava le pompe Variable Speed Gear Ltd. che a loro volta azionavano due motori idraulici, muovendo un cingolo ciascuno per mezzo di più catene. Per scongiurare l'evidente pericolo di surriscaldamento, c'erano molti ventilatori, lamelle e radiatori. Tuttavia, la sterzatura era facile da effettuare e la versione fu portata in produzione per equipaggiare un battaglione di carri armati. Tre erano stati costruiti e solo uno consegnato su un ordine per 74 quando la guerra finì. Fu passato a favore dell'VIII, che fu ordinato allo stesso tempo. Lo scafo è stato leggermente allungato rispetto al Mark V. Nessun Mark VII è sopravvissuto.

### Mark VIII

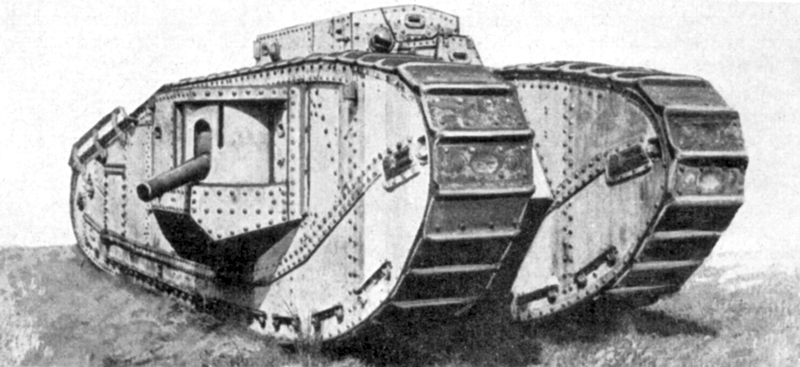
Il carro armato Mark VIII Allied (Liberty)

Quando Stern è stato rimosso dal suo incarico a seguito di alcuni disaccordi con il Ministero della Guerra, è stato messo da parte su appuntamento per un nuovo dipartimento per lavorare su un progetto di cooperazione tra gli Alleati, assemblaggio in Francia, scafi, cannoni e relative munizioni dal Regno Unito e altri componenti (principalmente i motori) dagli USA. Il coinvolgimento americano nello sviluppo del design del carro armato portò al Mark VIII, noto anche come "Liberty" o carro armato anglo-americano (sebbene inizialmente i francesi fossero parzialmente coinvolti).
L'interno del carro è stato suddiviso in compartimenti per l'equipaggio e la struttura a cupola includeva mitragliatrici anteriori e posteriori. Di una produzione pianificata di 1.500 ciascuno, un singolo prototipo britannico fu completato entro la fine della guerra. Gli inglesi ne costruirono solo 24, gli americani ne completarono 100 tra il settembre 1918 e il 1920, al Rock Island Arsenal, al costo di $ 35.000 (£ 8.750) ciascuno ($ 430.000 [£ 226.000] nel 2006). Circa 40 scafi per la US Liberty furono prodotti dal Manchester Tank Syndicate, 11 British Type Mark VIII dalla North British Locomotive Co.
Furono utilizzati e aggiornati fino agli anni '30, quando furono dati in Canada per l'addestramento; alcuni M1917 furono venduti ai canadesi al valore nominale di rottame. Il carro stesso era lungo più di 10 m e c'era stata una versione ancora più lunga di 13 m pianificata ma mai realizzata (il Mark VIII *). Il carro era obsoleto negli anni '30 a causa della sua velocità (inferiore a 10 km/h) e armatura (6–16 mm), ma aveva una capacità di attraversamento delle trincee indipendenti più lunghe di qualsiasi veicolo da combattimento corazzato (AFV) mai realizzato. I carri armati principali moderni e gli AFV si affidano a carri armati per la posa di ponti e per attraversare grandi trincee profonde.
- Equipaggio: 12 (dopo 10)
- 37,6 tonnellate
- Lunghezza / Altezza / Larghezza: 10,4 m, 3,1 m, 3,8 m (lunghezza Mark VIII *: 13,4 m)
- Motore: Ricardo 335 CV (250 kW) a benzina (UK), Liberty V12 305 CV (220 kW) (USA).

### Mark IX

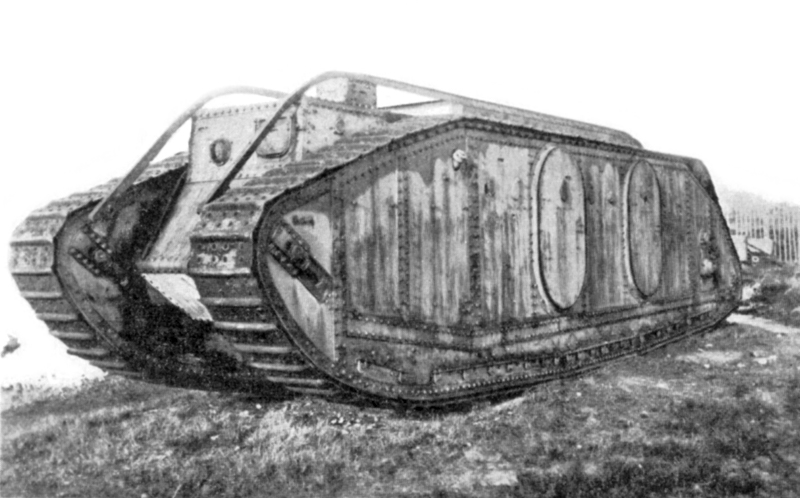
Carro armato Mark IX

Il Mark IX era un veicolo di trasporto truppe o un veicolo di rifornimento di fanteria, tra i primi corazzati da trasporto truppe senza contare gli esperimenti con i Mk V allungati. Trentaquattro sono stati costruiti su un ordine per 200.

### Mark X
Il Mark X era un progetto esclusivamente cartaceo per migliorare il Mark V, originariamente noto come Mark V ***. Questo era fondamentalmente un piano di emergenza nel caso in cui il progetto Mark VIII fallisse (se così fosse successo, una produzione di 2000 carri era stata prevista per il 1919), cercando di produrre un carro armato con quante più parti possibile del Mark V ma con una migliore manovrabilità e comfort dell'equipaggio.

## Storia di combattimento

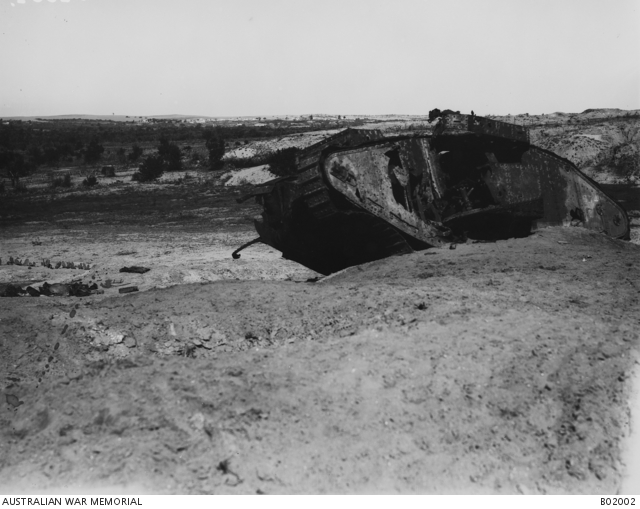
Carro armato Mark I female britannico distrutto nella seconda battaglia di Gaza

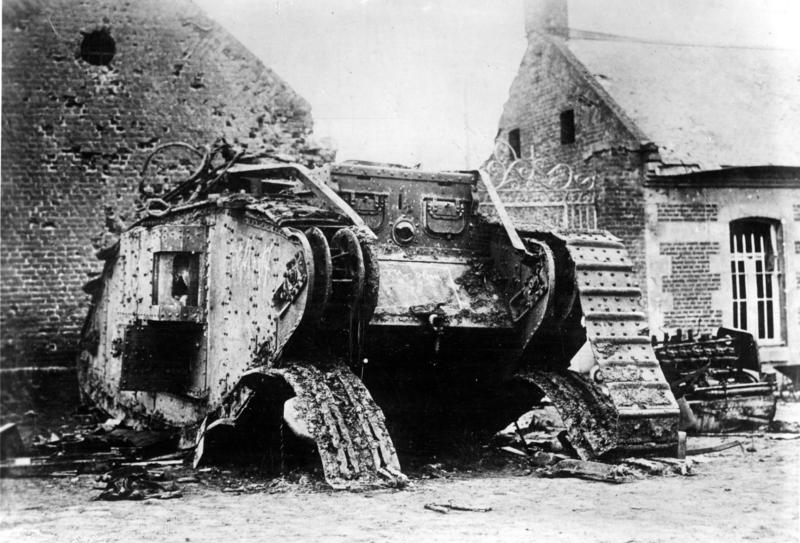
Un carro armato Mark IV distrutto vicino a Cambrai, 1917

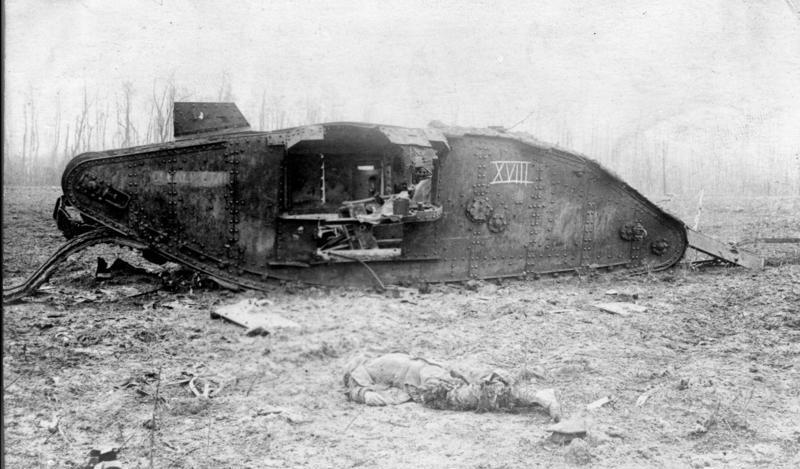
Carro armato Mark IV female distrutto

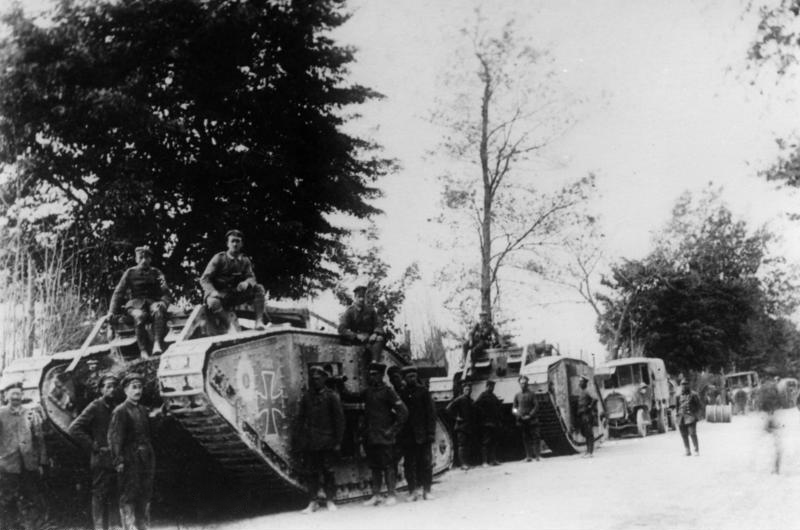
Le forze tedesche che utilizzavano i Mark IV britannici catturati durante la seconda battaglia della Marna

I primi carri armati furono aggiunti, come un "ramo pesante", al Machine Gun Corps fino a quando il Tank Corps fu formato il 28 luglio 1917 da Royal Warrant. Un piccolo numero di carri armati Mark I ha preso parte alla battaglia della Somme durante la battaglia di Flers-Courcelette nel settembre 1916. Erano usati per tagliare il filo spinato per liberare la strada alla fanteria, e furono persino guidati attraverso le case per distruggere le postazioni dei mitraglieri. Sebbene molti si rompessero o rimasero bloccati, quasi un terzo degli attaccanti riuscì ad attraversare la terra di nessuno, e il loro effetto sul nemico fu notato, portando a una richiesta da parte del comandante britannico Douglas Haig di altri mille. Questa è stata una sorpresa: William Tritton aveva già iniziato lo sviluppo di un carro armato più pesante: il Flying Elephant. Sfortunatamente per gli Alleati, i tedeschi ebbero il tempo di sviluppare un'arma anticarro appositamente progettata per la fanteria, un perforante 7.92 mm con proiettili K.
Otto carri armati Mark I furono usati contro le forze turche nella seconda battaglia di Gaza nell'aprile 1917 durante la campagna del Sinai e della Palestina. Con i suoi tre carri armati distrutti sostituiti dai Mk IV, la compagnia dei carri armati ha combattuto la terza battaglia di Gaza.
I carri armati britannici furono usati con successo variabile nelle offensive del 1917 sul fronte occidentale; tuttavia, il loro primo utilizzo su larga scala in un'operazione combinata fu nella battaglia di Cambrai nel novembre 1917, quando quasi 400 carri armati che lavoravano a stretto contatto con l'avanzata della fanteria e uno sbarramento strisciante invase le linee tedesche durante l'attacco iniziale. Durante la battaglia di Amiens nell'agosto 1918, diverse centinaia di carri armati Mark V, insieme ai nuovi carri armati Whippet e Mk V *, penetrarono nelle linee tedesche in un assaggio della moderna guerra corazzata.
I carri armati Mark V catturati dall'Armata Rossa dall'Armata Bianca nel corso della Guerra Civile Russa furono usati nel 1921 durante l'invasione dell'Armata Rossa della Georgia e contribuirono alla vittoria sovietica nella battaglia di Tbilisi.
Nel 1945, le truppe di occupazione si imbatterono in due carri armati Mk V gravemente danneggiati a Berlino. Le prove fotografiche indicano che questi erano sopravvissuti alla guerra civile russa ed erano stati precedentemente esposti come monumento a Smolensk, in Russia, prima di essere portati a Berlino dopo l'invasione tedesca dell'Unione Sovietica nel 1941. I resoconti del loro attivo coinvolgimento nella battaglia di Berlino non sono stati verificati.

## Esemplari sopravvissuti
Un certo numero di carri armati è sopravvissuto, anche se molti sono solo gusci a cui sono stati rimossi tutti i componenti interni. La più grande collezione si trova al The Tank Museum di Bovington nel Regno Unito, che contiene otto carri armati. Due di questi sono mantenuti funzionanti, il Mark IV Male, Excellent e il Mark V Male numero 9199. Excellent venne messo in funzione per l'ultima volta negli anni '80 e 9199 negli anni 2000. Il museo di Bovington non intende avviarli di nuovo, a causa dell'usura che verrebbe inflitta agli ormai fragili veicoli storici. Invece, il museo ha acquisito una replica del carro armato Mark IV (costruito per il film War Horse), che viene utilizzato per dimostrazioni pubbliche.

### Little Willie

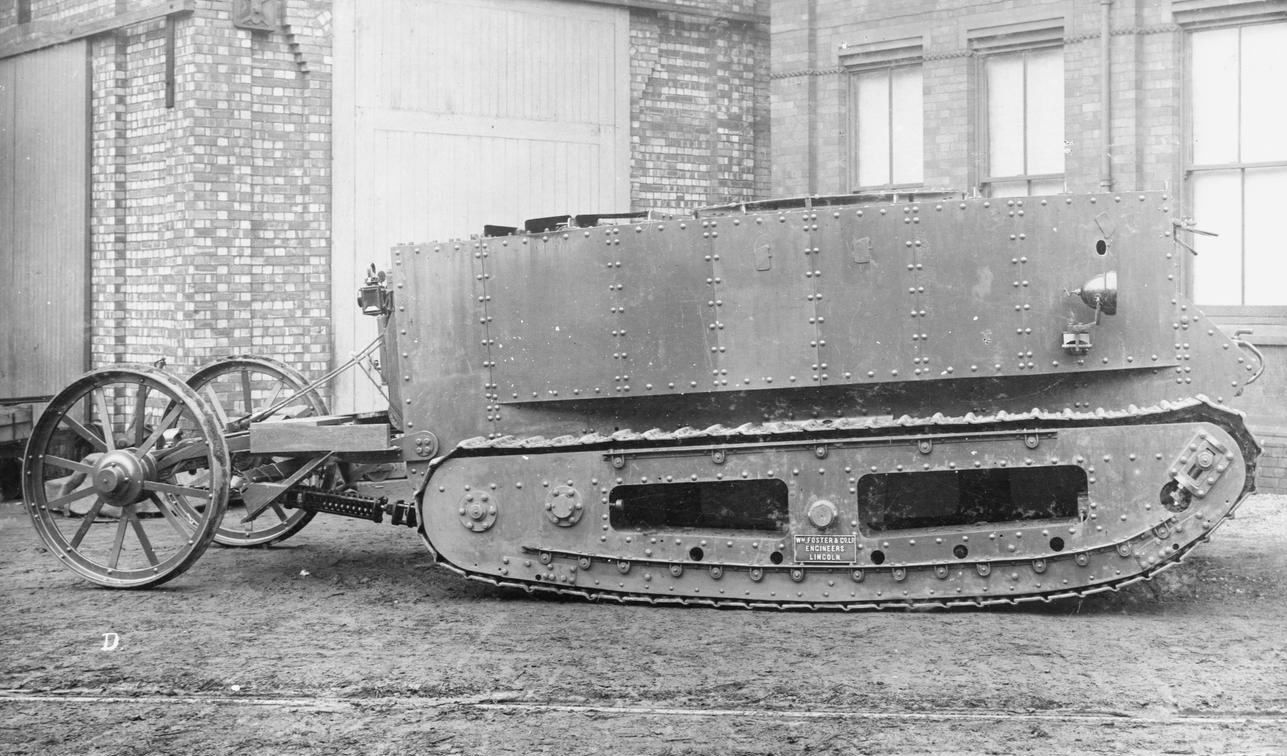
Il Little Willie con le ruote sterzanti posteriori, settembre 1915

Il Lillte Willie è situato al Bovington Tank Museum. È stato salvato dall'essere demolito nel 1940 con il pretesto che aiutava a difendere la base di Bovington da possibili attacchi tedeschi. Molti altri prototipi sono stati fusi durante lo spavento dell'invasione .

### Mark I

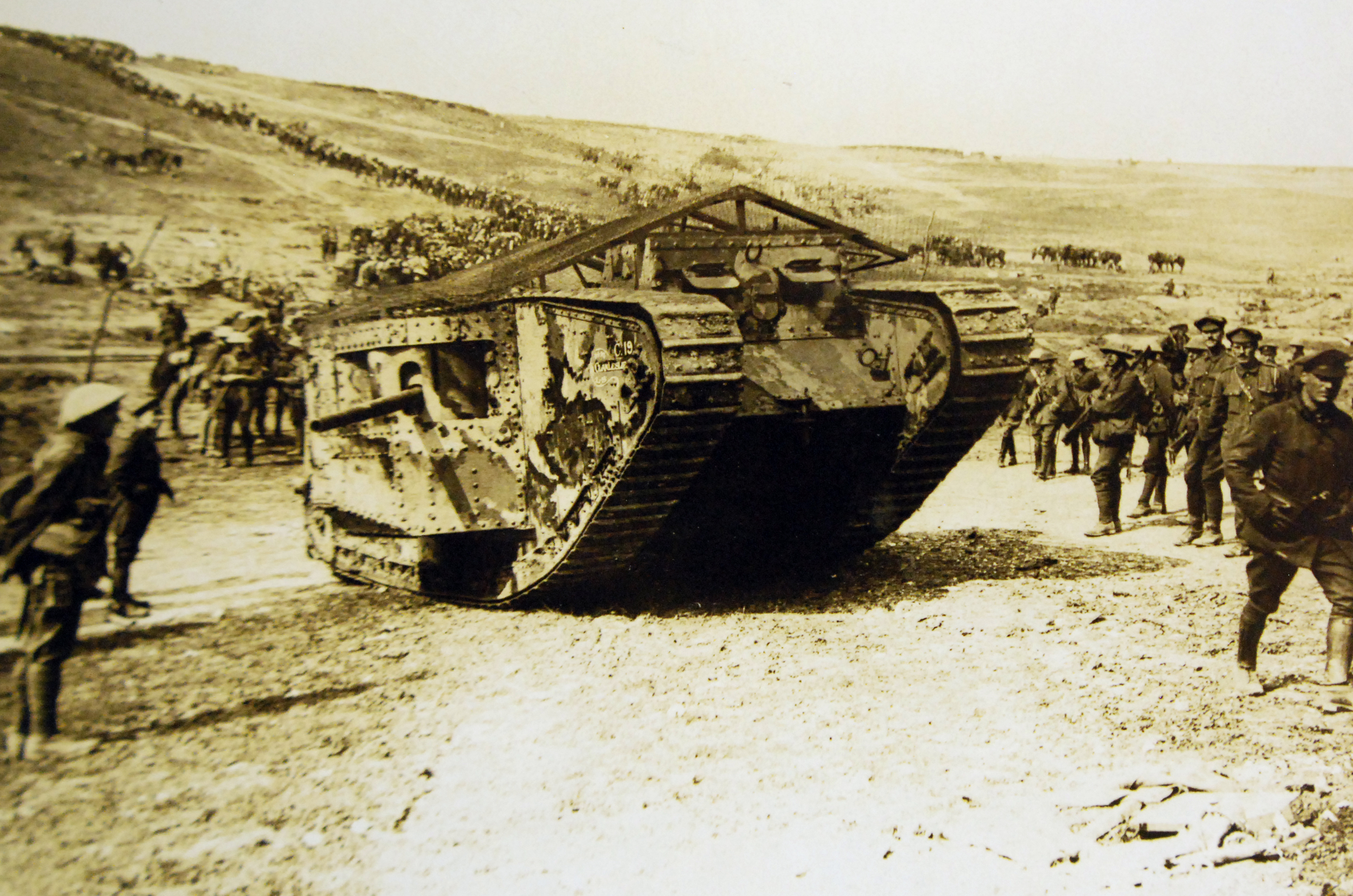
L'originale Mark I Tank C19, Clan Leslie

Un solo male sopravvive. Questo è l'unico Mark I sopravvissuto e il carro armato da combattimento più antico del mondo. Fa parte della collezione del Bovington Tank Museum. È dipinto per rappresentare il numero 705, C19, il clan Leslie sebbene la sua identità e la sua storia in tempo di guerra siano sconosciute. Ci sono indicazioni per cui potrebbe essere servito da carro armato per l'addestramento dei conducenti ed è stato suggerito che sia il numero 702, il che lo renderebbe il secondo Mark che mai costruito. Tra il 1919 e il 1970, è stato situato nel terreno di Hatfield House per commemorare il fatto che questo fosse un sito di prova per i carri armati durante il loro primo sviluppo.

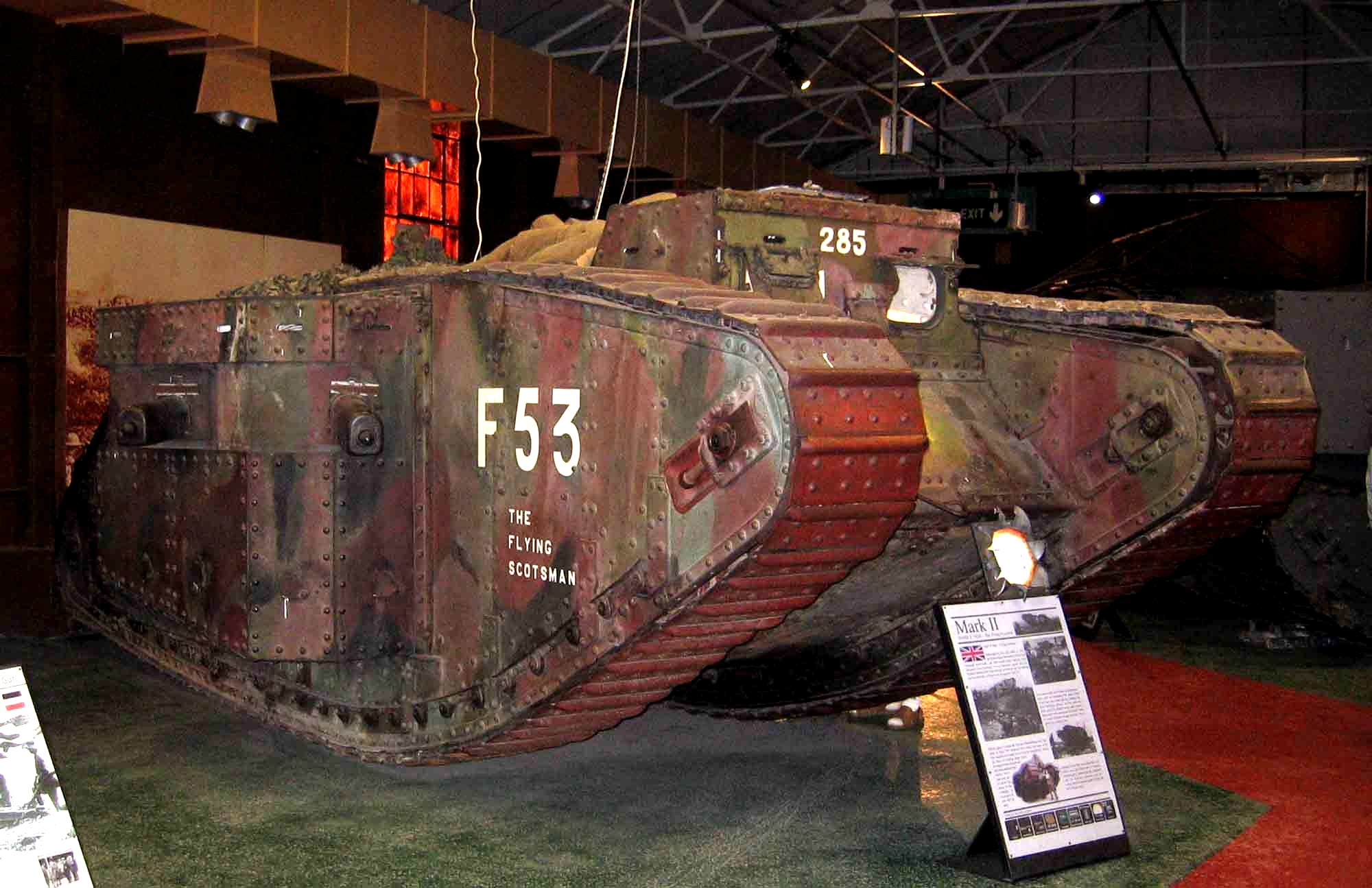
Il carro armato Bovington Mark II, F53 The Flying Scotsman

C'è un unico Mark II più o meno completo sopravvissuto, F53: The Flying Scotsman, al Bovington Tank Museum (vedi sotto). Questo carro armato ha ancora danni subiti durante la battaglia di Arras nell'aprile 1917. Questo veicolo era originariamente un male, era stato ricostruito come veicolo di rifornimento, è stato restaurato e per un certo periodo esposto come un Mark I con lo sposon destro female, e in seguito è stato messo in mostra come un Mark II.
Parti sopravvissute da Mark II no. 799 (D26), compresi i cingoli e gli scudi delle mitragliatrici, può essere visto al Musée Jean et Denise Letaille, Bullecourt.

### Mark IV
Sopravvivono sette Mark IV.
- Un Mark IV female è al Museum of Lincolnshire Life, Lincoln, in Inghilterra, in prestito permanente dal Bovington Tank Museum. Un'azienda locale, William Foster & Co., ha prodotto i primi carri. Il carro era un guscio vuoto che, a un certo punto della sua storia, è stato spogliato dei suoi componenti interni. È dipinto come F4: Flirt II, che combatté nella battaglia di Cambrai e fu successivamente catturato dai tedeschi. Sebbene ci siano alcune prove che il carro armato del Lincolnshire possa effettivamente essere Flirt II, la sua storia prima della seconda guerra mondiale è incerta.[15]
- Un Mark IV female è conservato ad Ashford nel Kent. Questo è uno dei tanti che sono stati presentati per la mostra in paesi e città in Gran Bretagna dopo la guerra; la maggior parte fu demolita negli anni '20 e '30.
- Il Museo Reale dell'Esercito di Bruxelles ha un carro armato Mark IV male, il Lodestar III, ancora nei colori originali.
- Un Mark IV female, Grit, è conservato presso l'Australian War Memorial. È stato esposto nella sala ANZAC dell'Australian War Memorial fino all'agosto 2008. Ora è conservato nel loro grande magazzino a Mitchell, Canberra.[16]
- Nel 1999, un Mark IV female, D51: Deborah, è stato scavato nel villaggio di Flesquières in Francia. Era stato abbattuto da granate durante la battaglia di Cambrai (1917) e successivamente sepolto e usato per riempire un cratere. Sono in corso i lavori di restauro.[17]
- Un Mark IV male, Excellent, viene mostrato a Bovington. Dopo la prima guerra mondiale, questo carro armato fu presentato dall'esercito all'HMS Excellent, uno stabilimento costiero della marina britannica dove furono addestrati alcuni membri dell'equipaggio dei carri armati. Durante la seconda guerra mondiale, è stato reso nuovamente operativo per il servizio con la Guardia nazionale quando l'invasione tedesca l'ha minacciata nel 1940. È ancora funzionante.[18]
- Mark IV female, Liberty: esposto al United States Army Ordnance Museum, Aberdeen, Maryland. Originariamente chiamato Britannia, rinominato Liberty, il carro armato è entrato a far parte della collezione del Museo Ordnance nel 1919. Dopo decenni di esposizione alle intemperie si presenta in cattive condizioni, ma in procinto di subire un restauro.[19]

### Mark V

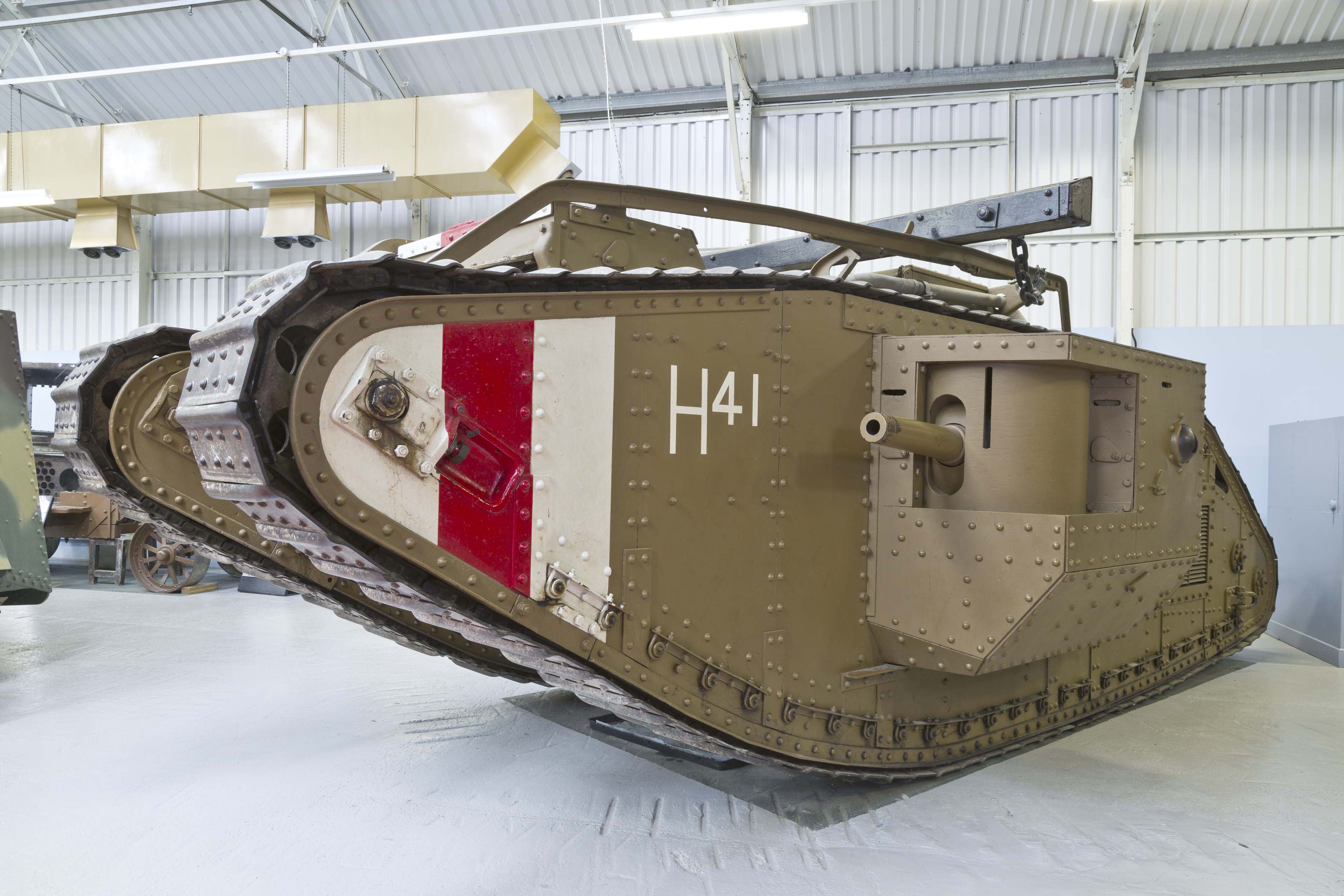
Mark V 9199 al Tank Museum di Bovington (2015). Questo carro è mantenuto in funzionamento ma non viene più usato, per preservarlo.

Undici Mark V sono sopravvissuti. La maggior parte si trova in Russia o in Ucraina e sono sopravvissuti ai carri armati inviati lì per aiutare le forze bianche durante la guerra civile russa.
- Il Tank Museum di Bovington mostra un Mark V male, numero 9199, uno dei due carri armati britannici della prima guerra mondiale ancora funzionanti. Era in azione nella battaglia di Amiens dove il suo comandante Tenente HA Whittenbury, è stato insignito della Croce Militare. Questo carro è funzionante, ma non è più stato messo in funzione a causa dell'usura che si sarebbe inflitta all'ormai fragile veicolo storico.[13]
- A Mark V ** female: Ol 'Faithful, è anch'essa conservata a Bovington.
- Un Mark V male, Devil, pesantemente restaurato, sopravvive all'Imperial War Museum di Londra.
- Un Mark V * male, numero 9591, dal 2010 fa parte della collezione del National Armor and Cavalry Museum, Fort Benning, Georgia. Fu rilasciato alla compagnia A, 301º battaglione di carri armati statunitensi, e messo fuori combattimento da un singolo colpo di artiglieria il 27 settembre 1918, durante l'attacco contro la linea Hindenburg. È stato riparato e rispedito negli Stati Uniti ed è l'unico esemplare sopravvissuto del Mark V *.
- Un Mark V si trova al Kubinka Tank Museum, Russia.
- Un Mark V funge da memoriale ad Arcangelo. Questo è stato originariamente utilizzato dalle forze britanniche durante l'intervento alleato nella guerra civile russa.
- Due Mark V conservati, un male e un female, fanno parte di un memoriale all'aperto a Luhansk in Ucraina; altri due sono in deposito.
- Un Mark V female si trova al Museo storico MF Sumtsov Kharkiv, Ucraina.

### Mark VIII / Liberty
- Un carro armato Mark VIII Liberty originariamente all'Aberdeen Proving Ground, nel Maryland, è stato trasferito nel 2010 al National Armor and Cavalry Museum di Fort Benning, Georgia. Il veicolo è stato originariamente assegnato al 67º reggimento di fanteria americano (carri armati pesanti) a Fort Benning, Georgia.
- Un carro armato Liberty è conservato a Fort Meade, nel Maryland. Il carro armato esposto nel museo delle poste è stato realizzato nel 1920 al Rock Island Arsenal, Illinois. Fu assegnato al 301º battaglione di carri armati (pesante), successivamente ridisegnato al 17º battaglione di carri (pesante). Per la maggior parte del 1921-1922, il maggiore Dwight D. Eisenhower comandò questa unità.
- Un Mark VIII britannico è a Bovington.

### Mark IX
Un solo veicolo restaurato sopravvive a Bovington.

## Galleria d'immagini

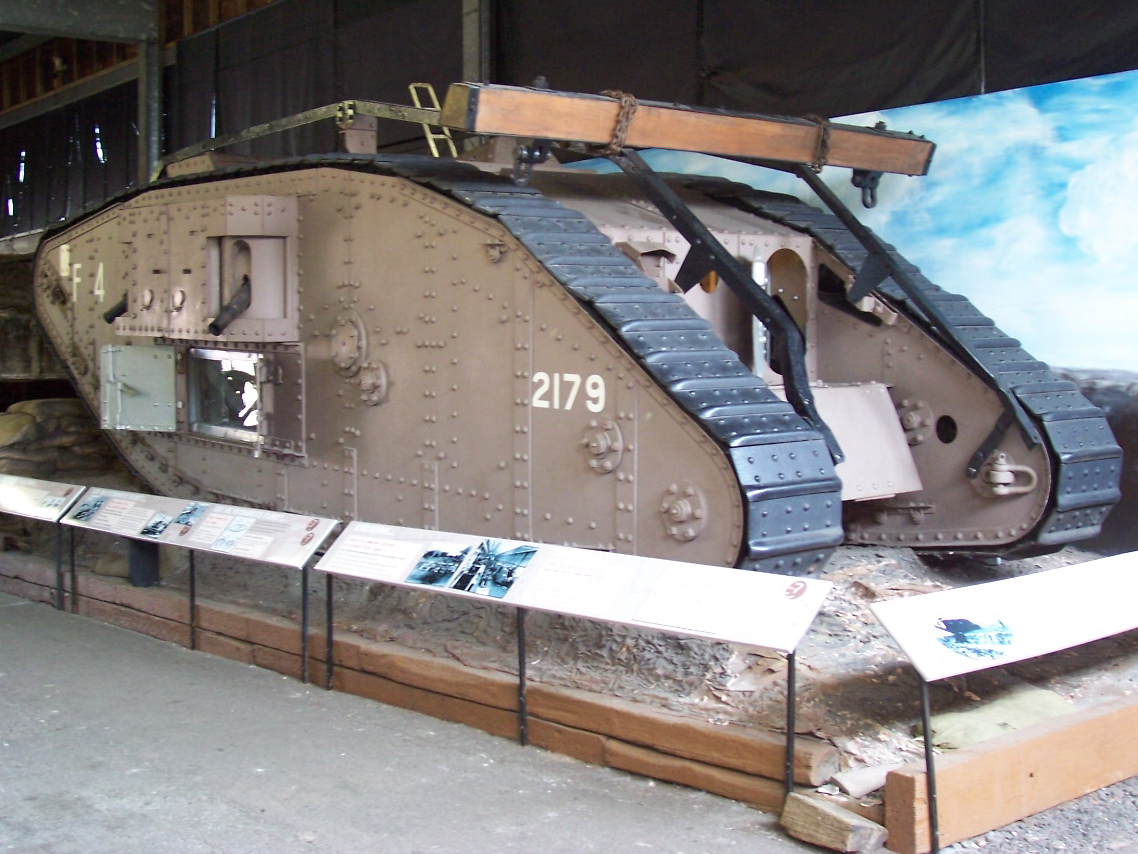
Carro armato Mark IV al Museum of Lincolnshire Life
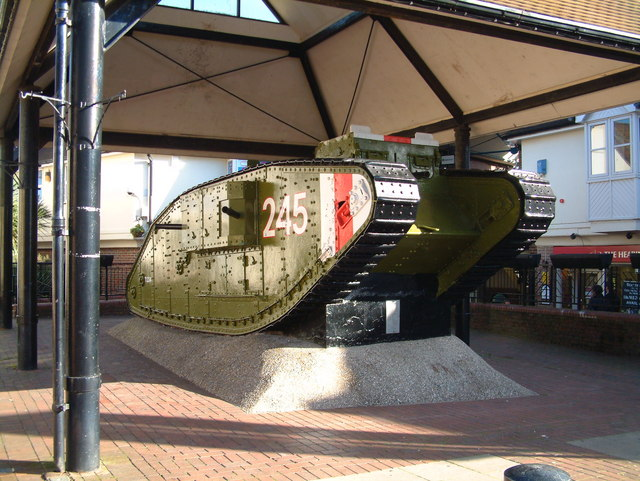
Carro armato female Mark IV conservato ad Ashford, Kent
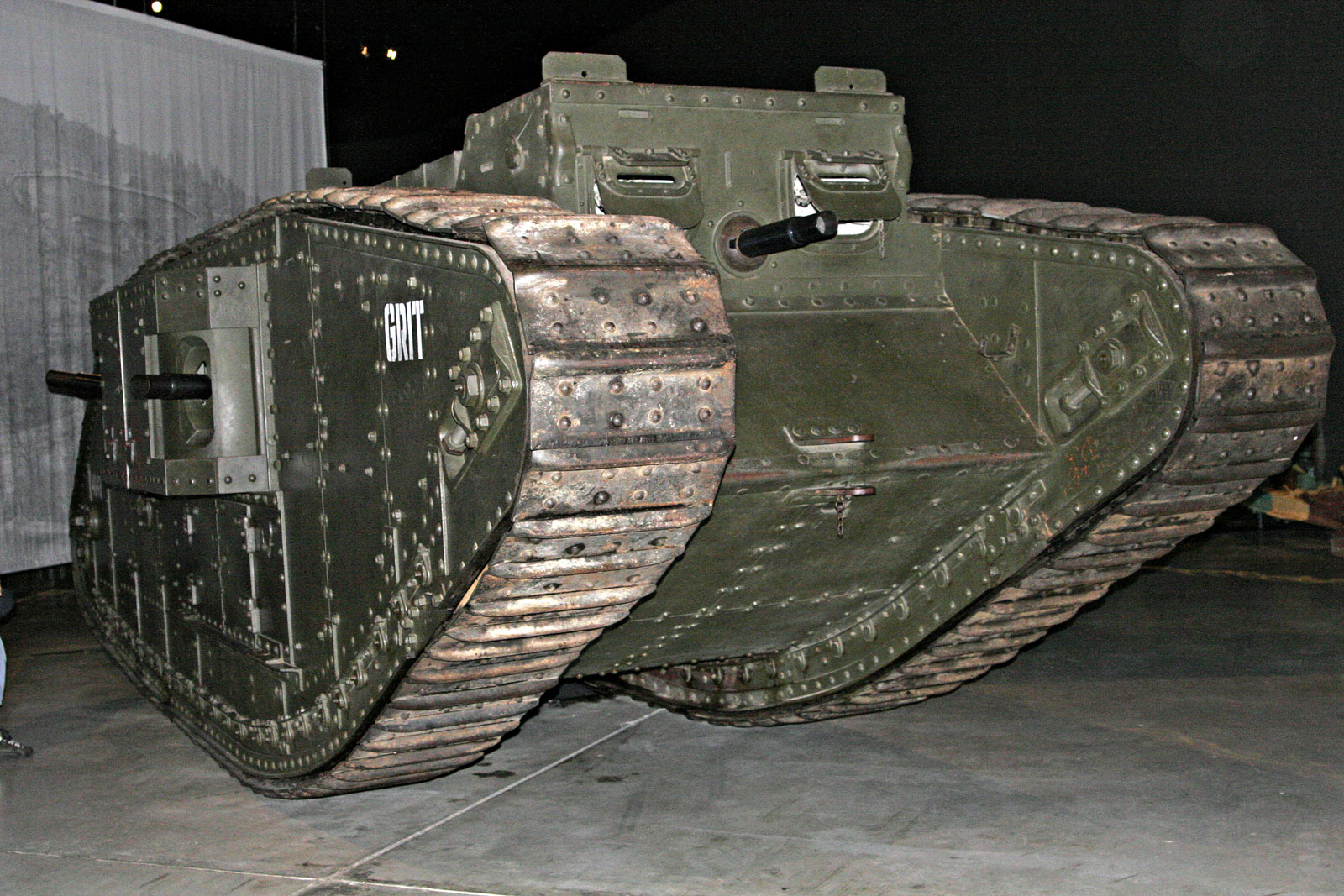
Carro armato Mark IV all'Australian War Memorial
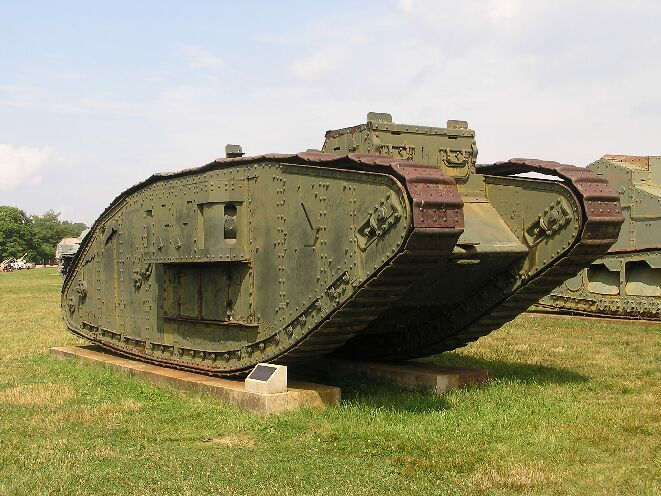
Carro armato female Mark IV Liberty all'Aberdeen Proving Ground
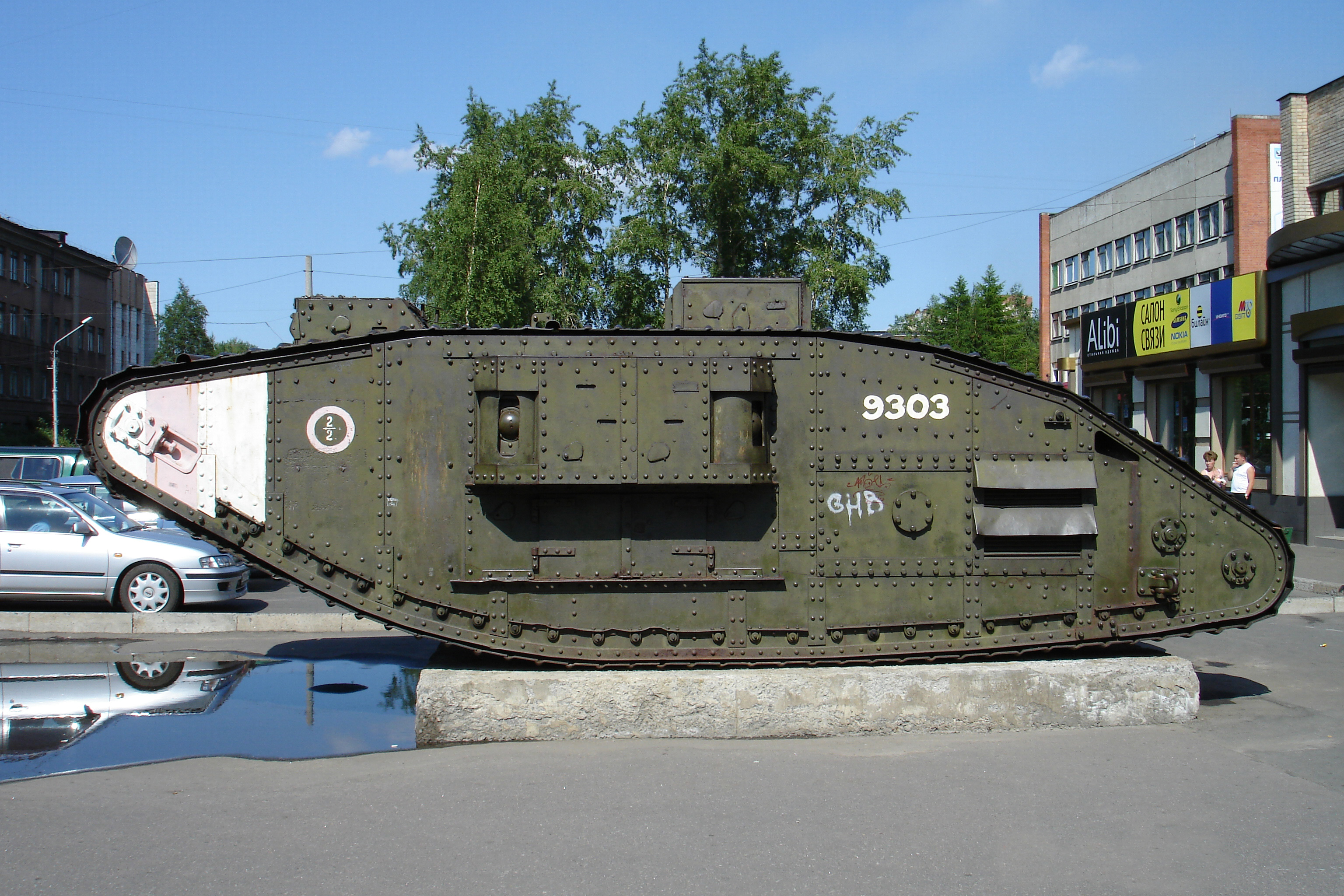
Carro armato Mark V ad Arcangelo